# 14-es busz (Székesfehérvár)
A székesfehérvári helyi 14-es jelzésű autóbusz a Szedreskerti-lakónegyed és a KÖFÉM-lakótelep között közlekedik. Gyorsjárata 14G jelzéssel az Autóbusz-állomás és a KÖFÉM-lakótelep között jár a gyári műszakváltások idején. A viszonylatot a Volánbusz üzemelteti.

## Története
1976. október 3-ától bevezetett, városi buszhálózat átalakítása nyomán jött létre; a régi 5-ös és 29-es számú vonalakat ötvözi magába.
A 2008-as válság nyomán átesett járatritkítások visszájára 2017. május 1-jén bevezetett menetrendi módosításnak köszönhetően szabadnapokon délelőtt óránkénti indulás helyett ismét félóránként közlekedik.

## Útvonala
| Köfém-lakótelep felé | Szedreskerti-lakónegyed felé |
| --- | --- |
| Szedreskerti-lakónegyed vá. – Liget sor – Mészöly Géza utca – Palotai út – Piac tér – Budai út – Seregélyesi út – Seregélyesi út – Adonyi út – Verseci út – Köfém-lakótelep vá. | Köfém-lakótelep vá. – Verseci út – Adonyi út – Seregélyesi út – Seregélyesi út – Budai út – Piac tér – Palotai út – Mészöly Géza utca – Liget sor – Szedreskerti-lakónegyed vá. |

## Megállóhelyei
| 0  | Szedreskerti lakónegyed végállomás | 25 | 10, 11, 12, 13, 16 | Vörösmarty Mihály Általános Iskola, Bregyó-közi Ifjúsági és Sportcentrum                                                                                                |
| 1  | Liget sor                          | 24 | 10, 11, 12, 13, 16 | Csónakázótó |
| ∫  | Uszoda                             | 23 | 10, 11, 12, 13, 16, 17, 30 | Csitáry G. Emil Uszoda és Strand |
| 4  | Szent Gellért utca                 | ∫  | 10, 12, 17, 30, 36, 37 8080, 8086 | Csitáry G. Emil Uszoda és Strand |
| 5  | György Oszkár tér                  | 20 | 10, 11, 12, 13, 17, 26, 26A, 26G, 27, 36, 37, 38 | Vasvári Pál Általános Iskola |
| 7  | Autóbusz-állomás                   | 18 | 10, 11, 11A, 12, 12A, 12Y, 13, 13A, 13G, 13Y, 14G, 15, 15Y, 26, 26A, 26G, 27, 36, 37, 38, 40, 41, 42, 43, 44 707, 718, 747, 748, 749, 750, 751, 757, 758, 759, 8000, 8001, 8002, 8010, 8011, 8013, 8030, 8032, 8033, 8035, 8037, 8039, 8040, 8046, 8047, 8048, 8049, 8050, 8055, 8060, 8062, 8065, 8066, 8067, 8068, 8069, 8070, 8078, 8080, 8086, 8090, 8092, 8093, 8095, 8096, 8097, 8098, 8099 1172, 1173, 1174, 1204, 1205, 1215, 1229, 1507, 1510, 1512, 1529, 1563, 1706, 1707, 1734, 1758, 1803, 1808, 1809, 1822, 1823, 1824, 1826, 1840, 1841, 1842, 1843, 1844, 1845, 1853 | Autóbusz-állomás, Alba Plaza, Belváros |
| 11 | Távirda utca                       | 14 | 22, 23E, 40, 41, 42, 43, 44 | |
| 13 | Gáz utca / Budai út                | 12 | 14G, 22, 23, 23E, 31E, 33, 34, 40, 41, 42, 43, 44 707, 747, 748, 749, 750, 751, 757, 758, 759, 8030, 8032, 8033, 8035, 8037, 8039 1803, 1823, 1824 | Alba Regia Sportcentrum |
| 14 | Zrínyi utca                        | 11 | 22, 23, 23E, 31E, 40, 41, 42, 43, 44 | Láncos Kornél Gimnázium, Gróf Széchenyi István Műszaki Szakközépiskola, Óbudai Egyetem – Alba Regia Egyetemi Központ, Budapesti Corvinus Egyetem Székesfehérvári Campus |
| 15 | Király sor / Budai út              | 10 | 22, 23, 23E, 31E, 40, 41, 42, 43, 44 707, 747, 748, 749, 750, 751, 757, 758, 759 1172, 1173, 1174, 1204, 1205, 1215, 1229 | |
| 17 | Mentőállomás                       | 8  | 14G, 16, 30, 40, 41, 42, 43, 44 8030, 8032, 8033, 8035, 8037, 8039 1529, 1803, 1823, 1824, 1826, 1841 | Mentőállomás, Fejér Vármegyei Szent György Egyetemi Oktató Kórház, Halesz park                                                                                          |
| 18 | Szabadkai utca                     | 7  | 16, 42 8035, 8037 | |
| 21 | Bácskai utca                       | 4  | 20 8030, 8032, 8035, 8037, 8039 | |
| 22 | Pancsovai utca                     | 3  | 20 | |
| 23 | Berkes Ferenc lakótelep            | 2  | 20 | |
| 24 | Zimonyi utca                       | 1  | 20 | |
| 25 | Köfém lakótelep végállomás         | 0  | 14G, 17, 20, 22 749 | ARCONIC-KÖFÉM, Köfém Sportcsarnok |